# Secours routier
 (février 2016).
 (mai 2025).
Le secours routier est l'intervention des secours organisés sur un accident de la circulation ou de la voie publique (AVP). La conduite à tenir pour un témoin d'un accident est décrite dans l'article Premiers secours sur la route.

## Intervention-type

### Moyens engagés
L'accident de la circulation, ou AVP (accident sur la voie publique) est un chantier qui présente des risques particuliers : risque de collision par un autre véhicule (suraccident), risque d'incendie (électricité de la batterie+essence), blessure des intervenants par les débris (verre, tôle), et ce notamment sur les voies express et autoroutes (vitesses de circulation plus élevées).
Il y a typiquement plusieurs acteurs présents sur le terrain :
- pour le balisage et la sécurité de la circulation : la police ou la gendarmerie, le service public chargé de la voirie (en France : la Direction interdépartementale des Routes Nationales, la DIR), le Conseil Départemental ou la société d'autoroutes ;
- pour la protection contre l'incendie, la stabilisation du véhicule, l'accès à la victime et son dégagement, les premiers soins dans le véhicule : les sapeurs-pompiers ;
- pour la partie purement médicale, dans le véhicule, durant l'extraction et l'évacuation : une équipe paramédicale ou une équipe médicale extrahospitalière (le Smur en France) ;
- pour le dégagement de la chaussée : les dépanneuses.

La taille du dispositif dépend de l'importance de l'accident.
En France, l'engagement minimal pour un accident sur une voie express avec blessés est en général :
- un véhicule de secours routier (VSR) avec trois personnes ; il se gare juste avant l'accident (dans le sens de circulation de la voie) ;
- un véhicule de secours à personne (VSAB ou VSAV) avec trois personnes ; il se gare juste après l'accident (dans le sens de circulation de la voie) ;
- un véhicule de balisage ; il se gare au moins à 200 m avant l'accident (dans le sens de circulation de la voie).

Il est fréquent d'avoir également :
- une unité mobile hospitalière (UMH) du Smur ;
- un engin d'incendie (fourgon pompe-tonne ou FPT), fournissant des hommes (les sapeurs-pompiers affectés au FPT participent au secours à victime) et en prévision d'un départ de feu ; il peut aussi servir de « véhicule tampon » (bouclier protégeant les intervenants contre le suraccident).

Lorsqu'il n'y a pas de blessé, il n'y a en général qu'un véhicule de balisage et une dépanneuse.

### Risques de collision

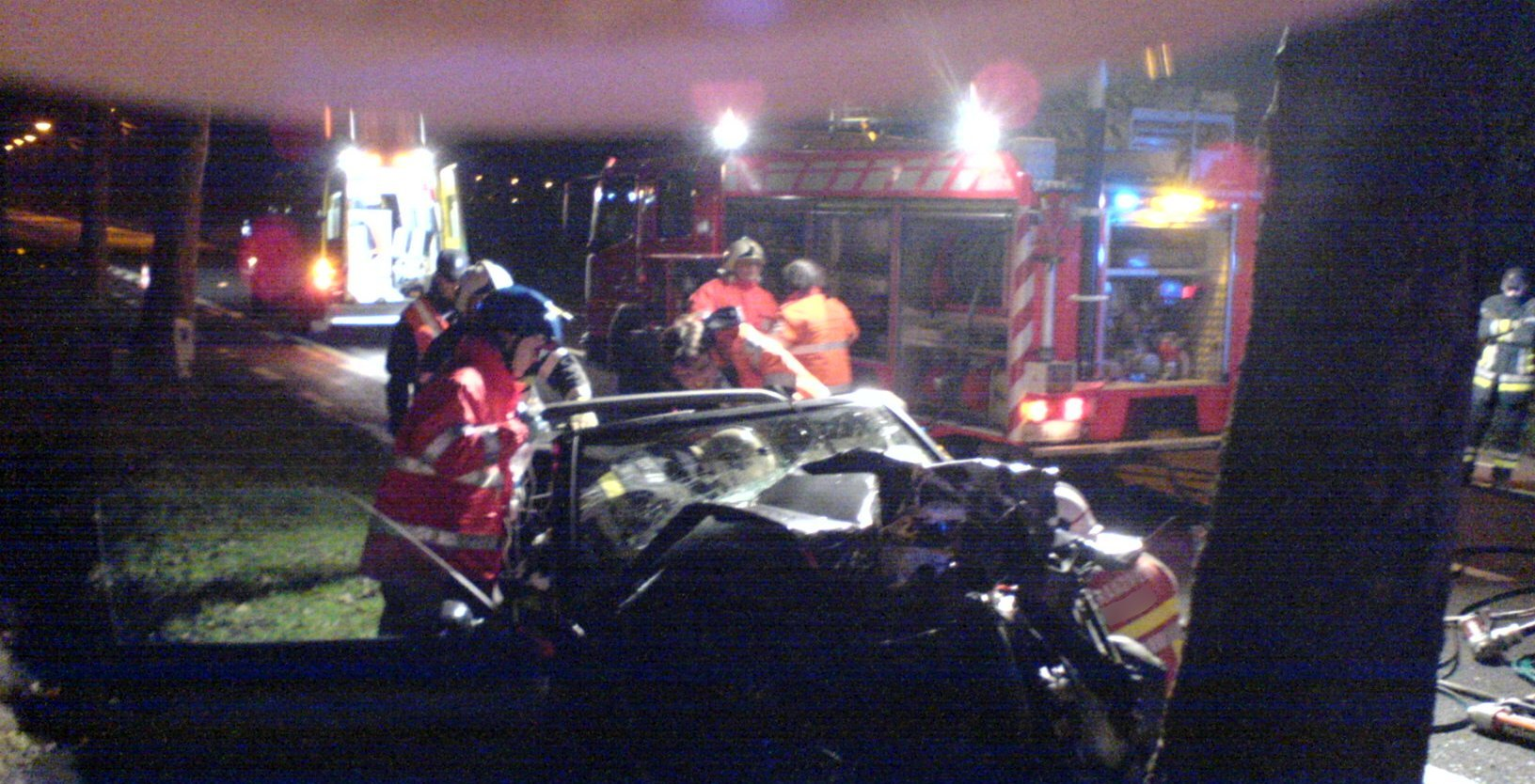
Visibilité de nuit — accident sur la voie publique en Belgique, février 2006

La première préoccupation est le risque de collision — on se souviendra du drame de Loriol-sur-Drôme : le 29 novembre 2002, sur l'autoroute A7, malgré le balisage, une voiture percute des sapeurs-pompiers intervenant sur un accident, causant cinq décès. Les sapeurs-pompiers étant souvent là avant les services chargés du balisage, ils mettent en place leur propre balisage. Depuis la législation a évolué, la NIT 273 impose aux véhicules de pompiers neufs d'être équipés d'un balisage rouge et jaune de technologie prismatique qui leur permettent d'être vus à plus de 250 m. 
Le véhicule de balisage est un véhicule léger (VL) ou un utilitaire (camionnette) muni de gyrophares ou feux clignotants orange et d'un panneau lumineux portant un message de type « Accident — ralentissez ». Il met en place des cônes de Lübeck (cônes en plastique orange et blanc) afin d'interdire la circulation sur la ou les voies concernées. Ces cônes sont positionnés en diagonale en partant du bord de la chaussée, puis suivent la ligne de démarcation de la voie concernée.
Le véhicule de secours routier, garé juste avant l'accident, met en place des cônes de Lübeck, et monte le gyromât : un gyrophare bleu fixé sur un mât télescopique, visible de loin. Le gyromât porte par ailleurs des projecteurs de lumière qui permettent d'éclairer le chantier la nuit.
Les intervenants portent tous un gilet haute visibilité (orange ou jaune fluo avec des bandes rétro-réfléchissantes).

#### Balisage sur autoroute
L'autoroute est le milieu où le risque de collision est le plus fort et les conséquences les plus graves.
En France, la vitesse limite sur autoroute est de 130 km/h, et on estime qu'un véhicule stationné sur la bande d'arrêt d'urgence sera percuté en moyenne au bout de vingt minutes (bien que la bande d'arrêt d'urgence ne soit pas une voie de circulation). Le balisage est donc fait comme suit :
- tous les véhicules arrivent en roulant dans le sens de circulation ;
- les véhicules de secours à personne (VSAV, smur, ambulance) se placent juste après l'accident, feux spéciaux (gyrophares, feux clignotants) allumés ;
- le véhicule de secours routier (VSR) se place juste avant l'accident, au plus près, feux spéciaux allumés, gyromât monté ;
- si l'accident a lieu sur une voie centrale ou une voie de gauche, un fourgon d'incendie (FPT) est positionné 50 à 100 m avant le VSR, feux spéciaux allumés ; il s'agit d'un véhicule « tampon », si un véhicule doit être percuté, ce sera celui-là et il protégera le reste du chantier ;
- un prébalisage se place à 350 m avant le dernier véhicule (VSR ou véhicule tampon) : panneau d'avertissement triangulaire avec trois feux à éclat « triflashs », ou un véhicule de balisage des forces de l'ordre, de la société d'autoroute ou des sapeurs-pompiers (véhicule de balisage et de signalisation, VBS, ou véhicule de sécurité, VSEC) ;
- un balisage de position est mis en place sur les 150 m précédant le dernier véhicule (VSR ou véhicule tampon) : les cônes de Lübeck sont placés en diagonale sur 50 m afin de dévier la circulation de la (ou des) voie(s) du chantier, puis des cônes dissuadent de refranchir la ligne durant encore 100 m ;
- le balisage est poursuivi sur la longueur du chantier.

### Protection incendie
La seconde préoccupation est le risque d'incendie. Le chef d'agrès du VSR confie à un binôme la mission de protection incendie. Ce binôme doit : 
- retirer la clé et la confier au commandant des opérations de secours ; les clés sans contact qui doivent être éloignées du véhicule ;
- débrancher la batterie (commencer par la masse) ; dans certains modèles de voiture haut de gamme, les batteries ne sont pas sous le capot (mais sous le siège ou dans le coffre), d'autres modèles disposent de plusieurs batteries, ce qui complique la tâche. Pour un poids lourd actionner le coupe batterie puis débrancher la batterie (attention au risque électrique) ;
- placer à proximité une petite lance sous eau et un extincteur ;
- mettre une poudre absorbante sur les flaques d'huile et d'essence, ce qui réduit le risque de feu et de glissade ;
- mettre en place une protection airbag sur le volant (appelée araignée) ;
- sur un transport de matière dangereuse, relier le châssis à la terre par un fil conducteur d'électricité.

### Arrimage et calage du véhicule
La troisième préoccupation est la stabilisation du véhicule. Les secouristes doivent arrimer et caler le véhicule avant de pouvoir accéder à la victime en toute sécurité sans en aggraver son état. L'arrimage doit éviter la bascule et le déplacement d'un véhicule instable, tandis que le calage a pour but de bloquer les roues, d'annuler la suspension, de rendre le véhicule stable, d'éviter une déformation de la structure affaiblie par l'accident et les découpes. Le calage doit être effectué en priorité, avant toutes les autres opérations de secours. Il arrive cependant que le calage soit partiel ou inexistant suivant l'état du véhicule. 
En attendant la confirmation par le chef d'agrès du VSR que le calage est terminé, l'équipage du VSAV peut commencer l'abordage et la mise en place du maintien de tête de la victime en restant à l'extérieur. Suivant l'urgence de la situation, le commandant des opérations de secours (COS) peut établir d'autres priorités. 
Le matériel utilisé pour le calage comprend entre autres des cales en bois, des cales en escalier, des cales à crémaillères, des étais, des étais stab-fast, un tirfor. Les coussins de levage et les vérins hydrauliques ne sont pas des outils de calage, mais bien des outils de levage. En effet leur utilisation nécessite de mettre en place un contre-calage pour éviter un retour inopiné à l'état initial.  
Suivant la position du véhicule, les sapeurs pompiers vont utiliser des techniques adaptées. 
- Pour un véhicule reposant sur ses roues le binôme chargé du calage commence par mettre le frein à main et met 2 cales de roue. Le levier de vitesse peut être mis en position parking. Attention, avec les systèmes Start&Stop, les clés sans contacts, les véhicules hybrides et électriques, il est possible d'être surpris par un redémarrage du véhicule en essayant de passer une vitesse. Une fois le véhicule calé longitudinalement, le binôme place 3 ou 4 cales sous le châssis. Suivant les SDIS il existe un débat entre partisans d'un calage 3 points (toujours 2 cales côté victime) qui trouvent le calage 4 points bancal et les partisans du calage 4 points qui le considèrent plus stable pour un véhicule accidenté ayant subi une déformation et une fragilisation de son squelette, la rigidité du triangle formé par un calage à 3 points devient incertaine.  Dès qu'il y a plus d'une victime, la règle « toujours 2 cales côté victime » impose un calage 4 points. Évidemment lorsque des cales escaliers ou à crémaillère sont utilisées, elles sont placées de sorte à ne pas bloquer l'ouverture des portières. Des cales supplémentaires devront être mises en place sous les points d'appui des outils de désincarcération. Le calage devra être rectifié après la poussée du tableau de bord.
- Pour un véhicule sur le côté : les sapeurs pompiers placent des cales au niveau des montants avant et arrière pour parer à un basculement du côté du pavillon, et calent du côté du châssis avec deux étais stab fast. Lorsque le véhicule est trop penché soit un étayage est réalisé côté pavillon (mais ces étais vont gêner l'accès aux victimes et la désincarcération) soit un arrimage est réalisé côté châssis. Les étais appuient sur des parties non mobiles et solides (pas sur une jante, une portière ou un coffre). Suivant la nature du sol, les étais s'appuient sur une cale en bois ou directement sur le sol.
- Pour un véhicule sur le toit le risque réside dans la faiblesse des montants suivi d'un affaissement du pavillon. Le binôme insère  une cale escalier de chaque côté du pavillon, à l’arrière et aux bords puis cale de part et d’autre du véhicule au niveau de la base du montant avant. Lorsque des étais stab fast sont positionnés de part et d'autre du véhicule, ils ont un rôle de contre-calage en vue d'une technique de désincarcération qui consiste à créer une ouverture en soulevant l'arrière du véhicule.
- Pour un poids-lourd : en plus de la suppression des mouvements dus aux amortisseurs, il faut supprimer les mouvements dus à la suspension de la cabine. La complexité de l'intervention fait que les techniques varient. De façon générale les pompiers stabilisent longitudinalement le PL en tirant le frein à main et en débranchant les freins à air. Puis pour supprimer la suspension de la cabine, les pompiers placent des étais et débranchent les flexibles d'alimentation en air des suspensions pneumatiques avant et arrière. De cette façon la cabine repose sur les étais. Si les sapeurs pompiers disposent de sangles ils peuvent également tenter de solidariser la cabine sur le châssis avec celles-ci.

Évidemment toutes ces techniques sont déclinées suivant la situation.

### Accès aux victimes

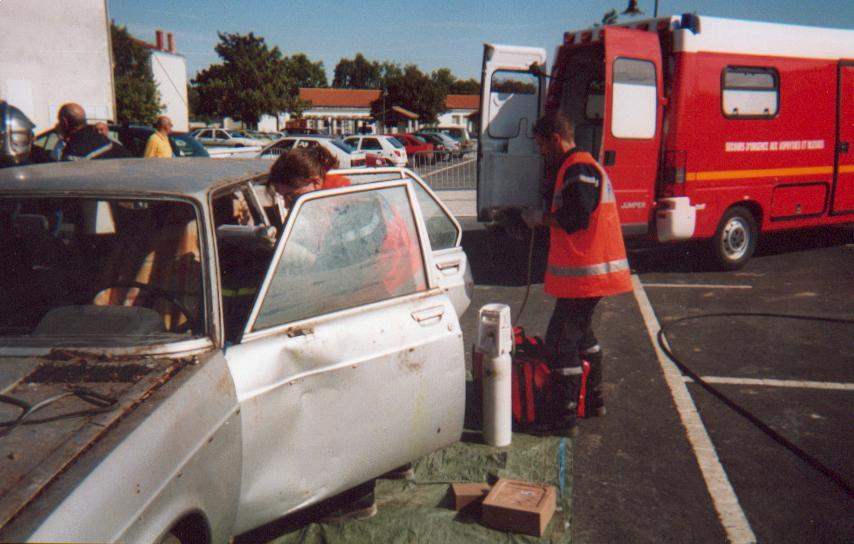
Démonstration publique : l'écureuil est assis derrière la victime, celle-ci est protégée par une couverture ; un sapeur-pompier à l'extérieur pose le collier cervical tandis qu'un autre prépare l'oxygène ; on peut voir au sol des cales similaires à celles placées sous le véhicule

La quatrième préoccupation est l'accès aux victimes.
Un personnel du VSAV, appelé « écureuil », essaie de se faufiler dans le véhicule par les ouvertures accessibles (porte si possible), afin de faire le bilan de la ou des victimes, et d'assurer les premiers soins : arrêt des hémorragies, maintien de la tête et du masque à oxygène, rassurer...
Si nécessaire, les membres du VSR découpent ou écartent la tôle, enlèvent le pare-brise ou la lunette arrière pour permettre l'accès aux victimes.
La présence de dispositif de sécurité passive (coussin gonflable à explosif type « Airbag ») complique la tâche et présente un réel danger pour l'écureuil, d'autant plus qu'ils ont une alimentation indépendante et restent actifs une fois la batterie coupée (seuls les coussins avant sont alimentés par la batterie).
À ce stade, l'équipe médicale du Smur peut commencer la médicalisation (pose de perfusion, intubation) pendant que se déroule la désincarcération.

### Dégagement des victimes
La cinquième préoccupation consiste à dégager la victime, c'est la désincarcération. La déformation de la tôle peut empêcher de sortir la victime (la victime est dite « piégée »), mais elle peut aussi blesser la victime (la victime est dite « incarcérée »), par exemple, le tableau de bord vient comprimer les jambes, le volant comprime la poitrine… Il faut donc en priorité « redonner du volume » à l'habitacle.
Donc, le personnel du VSR coupe et écarte les parties qui gênent, avec des pinces et des écarteurs hydrauliques ou électriques. Si nécessaire, on enlève le toit en coupant les montants (césarisation). Le risque de déclenchement des sécurités passives, ainsi que la possible présence de canalisation GPL sous le châssis, compliquent la tâche (mise en place de cales-tête latéraux).

## Formations

### En France
- Depuis août 2007 et la disparition du Certificat de formation aux activités des premiers secours routiers (CFAPSR), la formation propre au prompt secours routier est réservée aux sapeurs-pompiers. Elle est divisée en deux parties.

Une première partie (2 jours) se nomme le complément SAP 1 et est effectuée à l'issue du PSE 2. Elle porte sur la connaissance et l'identification des matières dangereuses ainsi que la prise en charge des polytraumatisés (évacuation d'une voiture, etc.)
La seconde partie (3 jours) est réalisée dans les centres de secours équipés de véhicules de secours routier (VSR) et porte sur les missions du VSR (balisage, calage, éclairage, protection incendie, abord médical et désincarcération) et son utilisation.

### Aux États-Unis
- Pour l'abord paramédical des victimes, le module PHTLS (prehospital trauma life support)

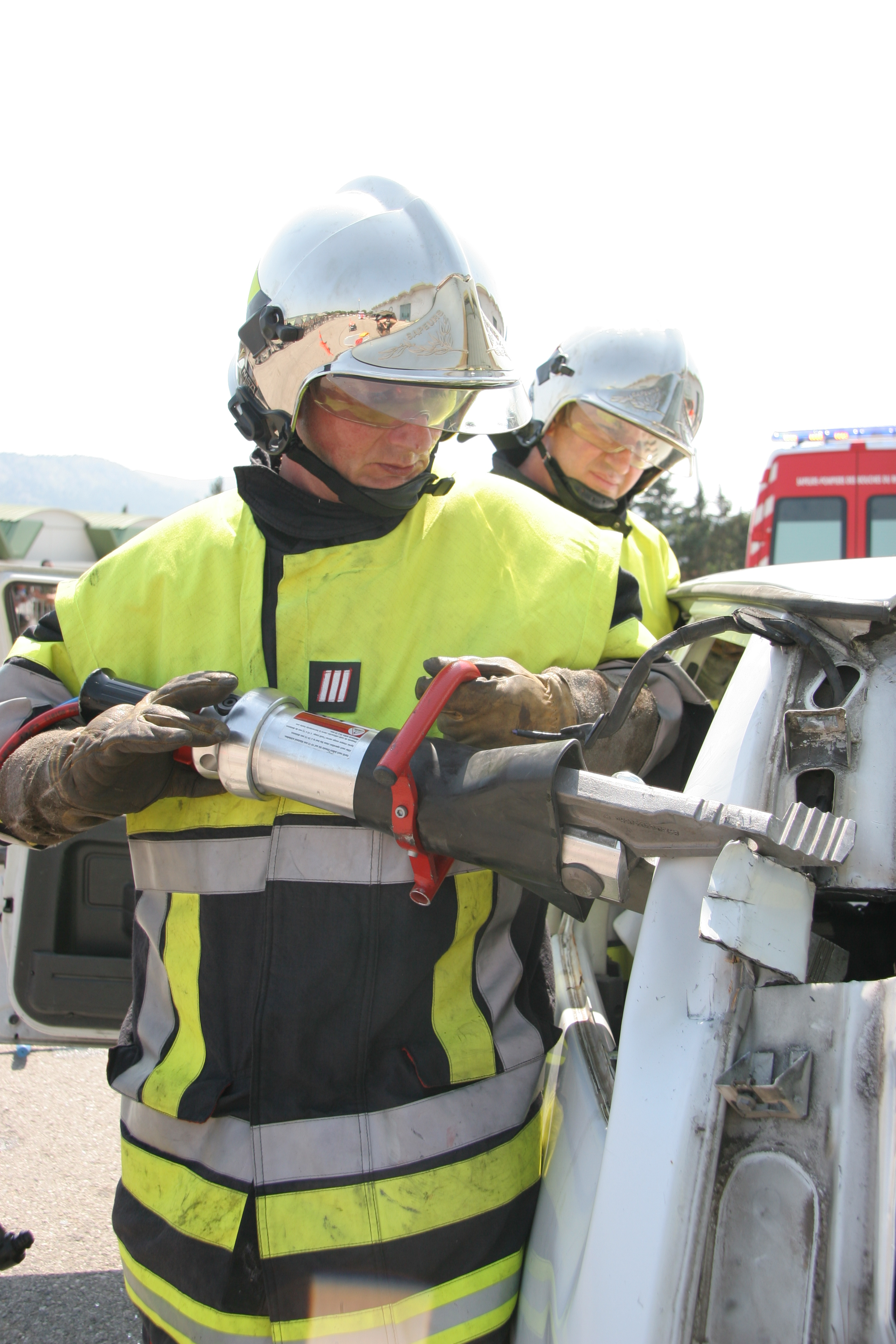
Découpe de voiture lors d'un exercice de secours routier
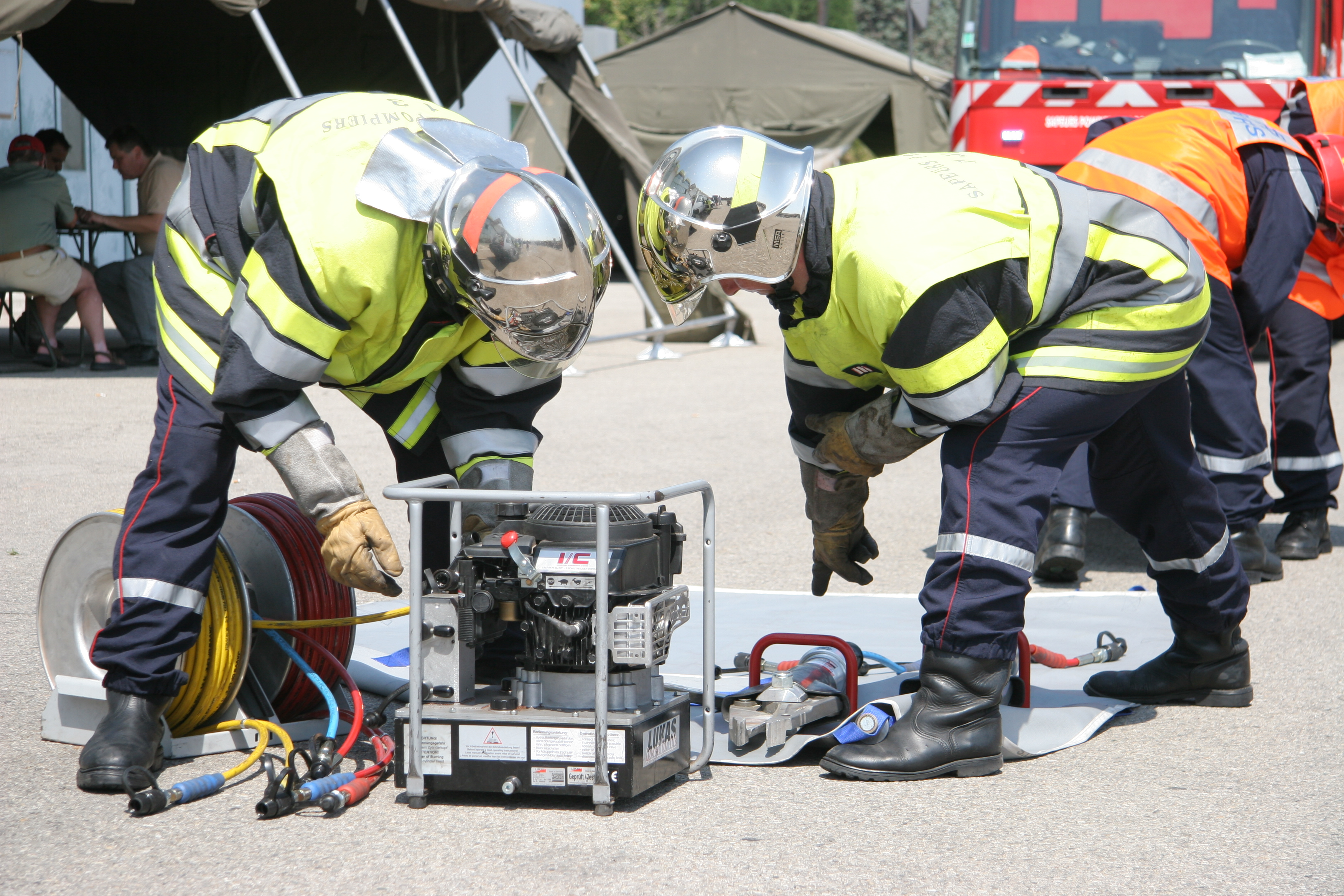
Dépose d'un pompe hydraulique thermique avant un exercice de secours routier
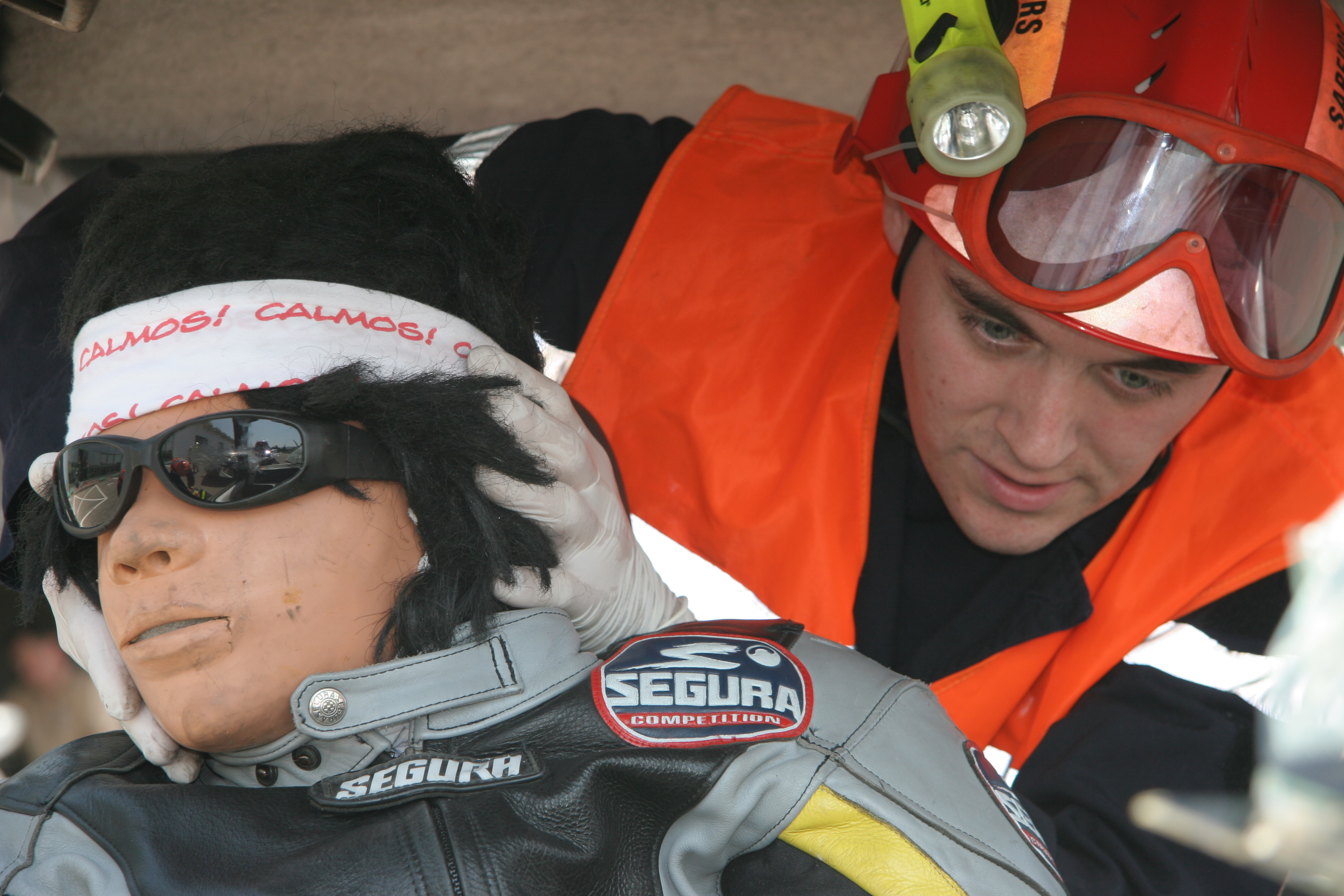
Maintien de la tête d'un mannequin lors d'un exercice de secours routier
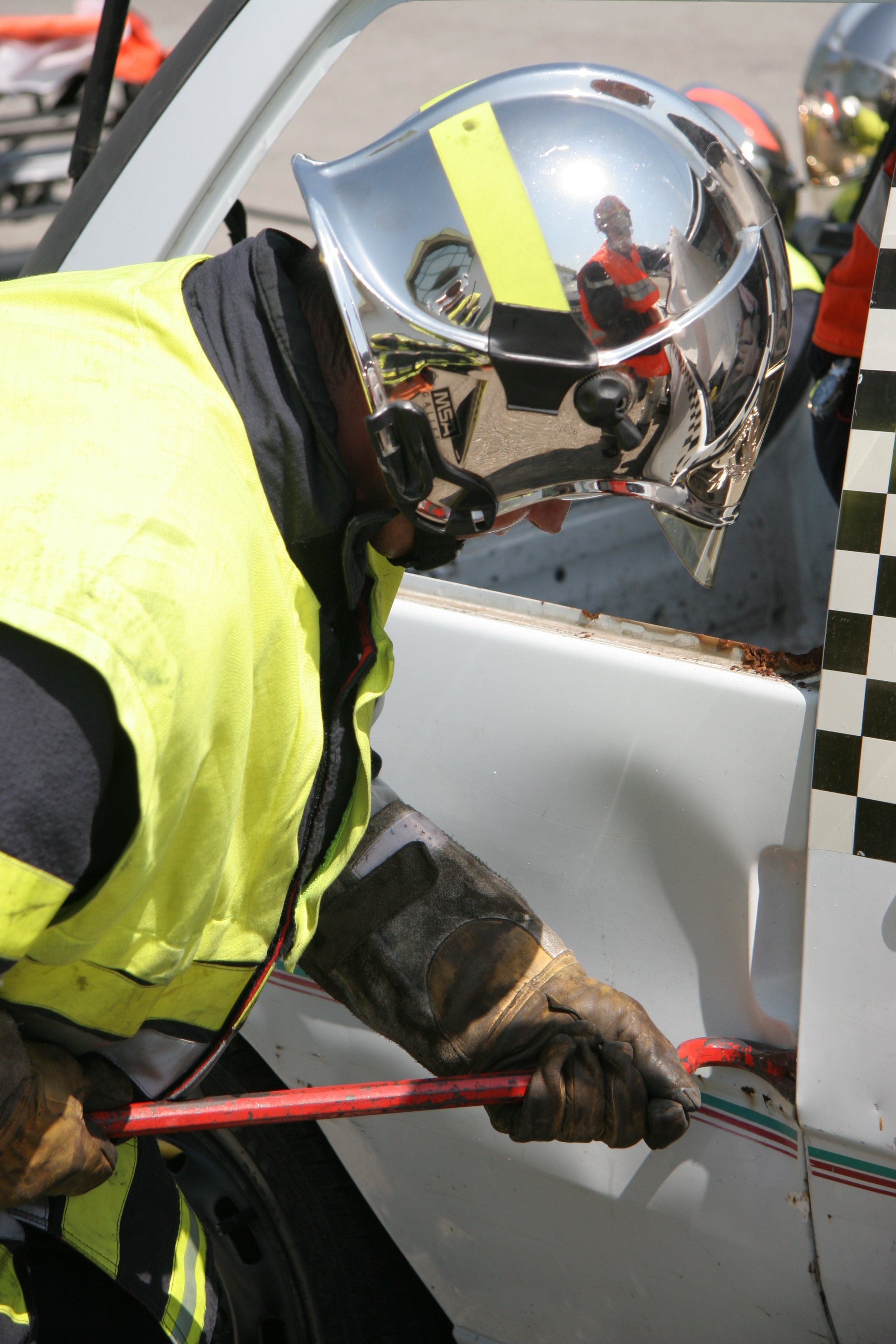
Ouverture d'une portière à l'aide d'une petite pince
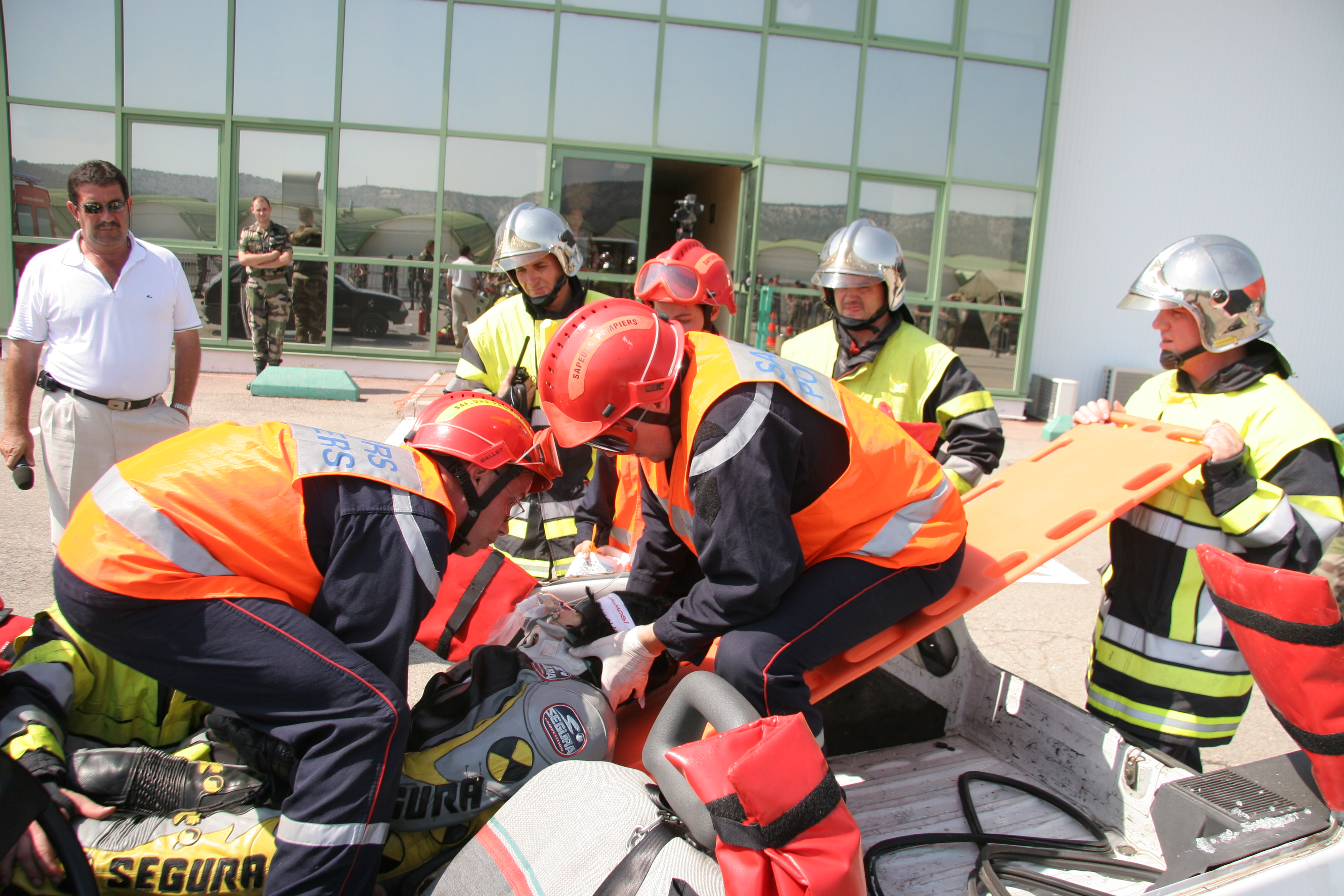
Sortie d'une victime sur plan dur après dépavillonnage de la voiture